# Teresa Jakubowicz
Teresa Jakubowicz (ur. 15 października 1946 w Łopienniku, zm. 2 sierpnia 2019) – polska profesor dr hab. nauk biologicznych.

## Życiorys
W 1969 ukończyła studia biologiczne na Uniwersytecie Marii Curie-Skłodowskiej w Lublinie, w 1977 obroniła pracę doktorską, a w 1988 habilitowała się na podstawie oceny dorobku naukowego i pracy habilitacyjnej. 14 grudnia 1999 nadano jej tytuł profesora w zakresie nauk biologicznych.
Pracowała na stanowisku profesora zwyczajnego w Instytucie Mikrobiologii i Biotechnologii na Wydziale Biologii i Nauk o Ziemi Uniwersytetu Marii Curie-Skłodowskiej oraz w Instytucie Biologii i Biochemii na Wydziale Biologii i Biotechnologii Uniwersytetu Marii Curie-Skłodowskiej w Lublinie, a także pełniła funkcję członka zarządu Polskiego Towarzystwa Biochemicznego.
Pochowana na cmentarzu komunalnym na Majdanku w Lublinie (kwatera S3I5-3-17).

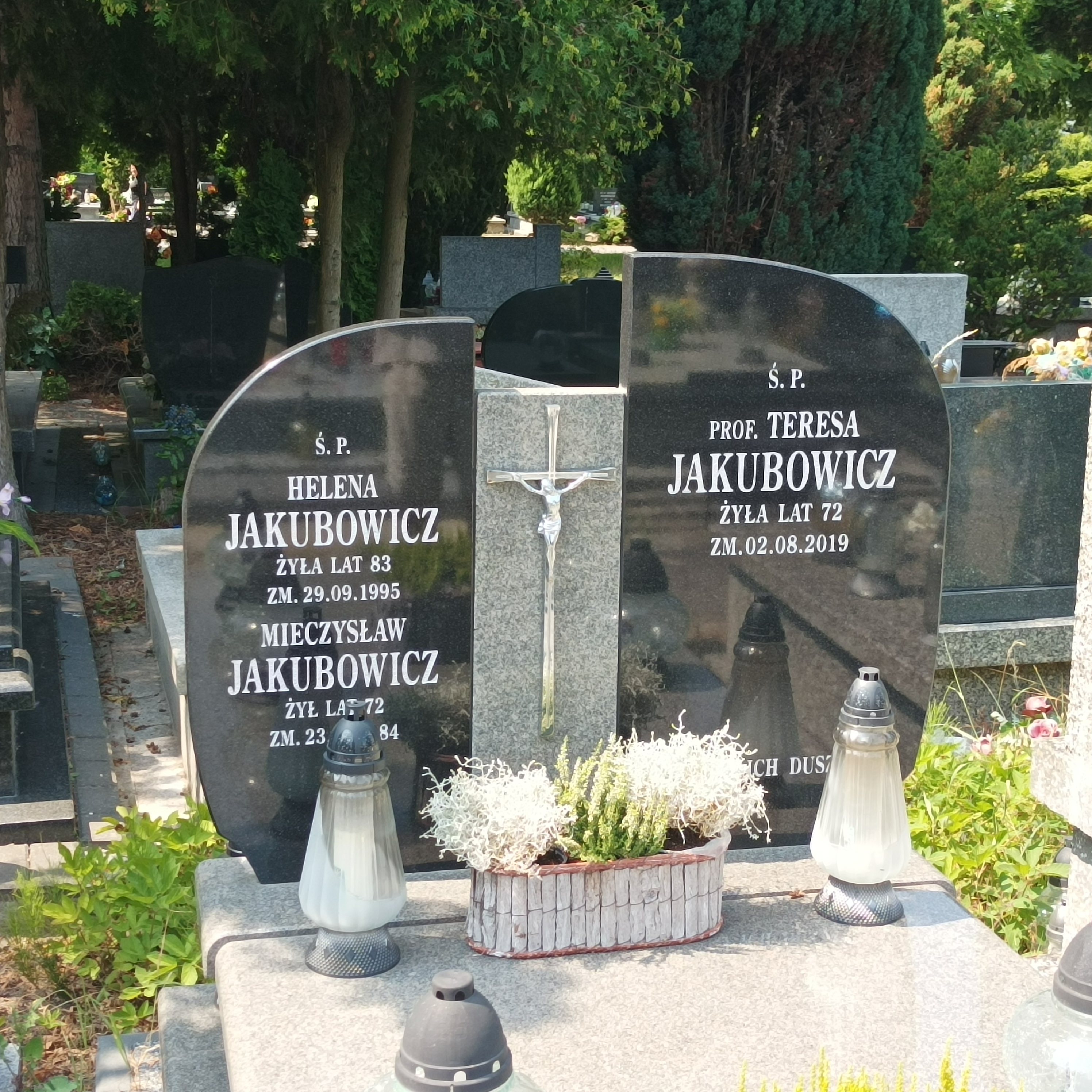
Grób prof. Teresy Jakubowicz na Cmentarzu Komunalnym na Majdanku w Lublinie

## Nagrody i odznaczenia
- Nagroda Ministra Nauki i Szkolnictwa Wyższego (wielokrotnie)[2]
- Nagroda Rektora UMCS (wielokrotnie)[2]
- Nagroda Sekretarza Naukowego Polskiej Akademii Nauk (wielokrotnie)[2]
- Medal Komisji Edukacji Narodowej[2]

## Publikacje
- 1999: PKA from Saccharomyces cerevisiae can be activated by cyclic AMP and cyclic GMP[1]
- 2006: Studies on the role of protein kinase A in humoral immune response of Galleria mellonella larvae[1]
- 2009: Humoral immune response of Galleria mellonella 6.larvae after infection by Beameria bassiana under optimal and heat- shock conditions[1]
- 2009: Antibacterial activity in vivo and in vitro in the hemolymph of Galleria mellonella infected with Pseudomonas aeruginosa[1]
- 2015: Different forms of apolipophorin III in Galleria mellonella larvae challenged with bacteria and fungi[1]